# 1930年代の非順応主義者
1930年代の非順応主義者（les non-conformistes des années 30）は、両大戦間期フランスの政治的・社会的状況の中で、ユニークな射程を持つ言論活動を展開した、一群の若い知識人たちの名称である。「1930年代の非順応主義者」という言葉を最初に用いたのは、同名の表題を持つ著作を著したフランスの政治学者・社会学者ジャン＝ルイ・ルベ・デル・バイル（Jean-Louis Loubet del Bayle）である。その著作で彼は、30年代の三つの思想運動───青年右翼（Jeune Droite）、新秩序（Ordre Nouveau）、エスプリ（Esprit）───に結集した知識人たちを「30年代の非順応主義者」と呼び、その思想の圏域を明らかにした。
30年代の非順応主義者は、いくつかの小雑誌を媒体に、ラディカルな社会批判を展開しながら、 同時代の政治・社会・文化に対する「順応」をトータルに拒絶し、それに対抗する思想と社会を模索しようとした。結集した知識人たちの政治的・哲学的背景は多様だったが、彼らが展開した社会批判は、既存の自由主義でも共産主義でもない政治体制、ブルジョア個人主義でも集団主義でもない新たな社会的紐帯、右でも左でもないある種の精神革命・文化革命など、多くの共通項に基づくものであった。